# SN 2003as
SN 2003as – supernowa typu IIn odkryta 13 lutego 2003 roku w galaktyce M+08-10-07. W momencie odkrycia miała maksymalną jasność 16,80m.